# ペイコム・センター
ペイコム・センター（Paycom Center）は、オクラホマ州オクラホマシティにある屋内競技場。

## 概要
完成は2002年6月。フォード・モーターが命名権を取得し、フォード・センターとして開場した。完成当初からCHLのオクラホマシティ・ブレザーズの本拠地として使用され、2005年のハリケーン・カトリーナの被害を受けたニューオーリンズ・ホーネッツの本拠地として一時使用されていた。2008-09シーズンからオクラホマシティ・サンダーの本拠地となっている。2010年10月21日には命名契約が消滅したことでオクラホマシティ・アリーナとなっていた。その後地元に本社を置く電力会社チェサピーク・エナジーが新たに取得し、現在の名称となった。